# الشرقي بن القطامي
الشرقي (الوليد) بن القطامي (الحصين) بن حبيب بن جمال الكلبي (نحو 80 هـ - 155 هـ - 700م - 772 م): عالم بالأدب والنسب، يكنى أبو المثنى. من أهل الشام، سكن الكوفة ثم بغداد. وكان أخبارياً مشهوراً حدث عنه من المؤرخين: هشام الكلبي، والمدائنيويقال أن المدائني لم يدركه إنما كان يروي عنه بواسطة، وأبو مخنف، وأبو إسماعيل الأزدي، والأصمعي، وطائفة من كبار المؤرخين في القرن الثاني الهجري. قال عنه ابن الكلبي: «الشرقيُّ، وهو الوليدُ بن القطاميّ، وهو الحُصين بن جمال بن حبيب بن جابر بن مرابق، وهو مالك بن عمرو بن أمرىء القيس النسَّابة، كان في صحابةِ أَبي جعفرٍ المنصور والمهديّ جميعاً. وكان القطاميُّ شاعراً».وقد عده الجاحظ على رأس العلماء النسابين.
وكان والده القطامي شاعراً من كبار رجال الدولة الأموية، وكان ممن امتنع عن بيعة عبد الله بن الزبير سنة 65 هـ،وفي سنة 101 هـ انتقل الشرقي بن القطامي مع أبيه من الشام إلى الكوفة بأمر يزيد بن عبد الملك، قال الطبري: «بعث يزيد بن عبد الملك رجالا من أهل الشام إلى الكوفة يسكنونهم، ويثنون عليهم بطاعتهم، ويمنونهم الزيادات منهم القطامي بن الحصين، وهو أبو الشرقي، واسم الشرقي الوليد».وكان أبيه ممن قاتل يزيد بن المهلب وهجاه.
استقدمه أبو جعفر المنصور من الكوفة إلى بغداد، فكان من المقربين في مجلسه مع أبو بكر الهذلي وابن عيّاش المنتوف، ثم عهد إليه أبي جعفر تعليم ولده المهدي الأدب، قال الشرقي:«أرسل لي أمير المؤمنين المنصور فأتيته، فدخلت عليه وهو قاعد في مشرفة في داره التي فيها مجلس الخضراء، فسلمت عليه بالخلافة فأدناني وقربني حتى كدت أن تمس ركبتي ركبته. وسألني عن جميع أحوالي في بدني ومعاشي وعيالي، ثم بسطني وأنسني بالحديث ساعة، ثم قال: لو أتيت فتانا محمدا، يعني المهدي، فحدثته من طرائف ما عندك، وخبرته بشرف أهله في جاهليتهم وإسلامهم، وأيامهم وأنسابهم، ومن يقرب إليه من نسبه في قريش، وصهره من جميع العرب، وما يحتاج إليه من منازل أهله وأقاربه منه والأقرب فالأقرب منهم لم يضع ذلك لك عندي. فقلت: أفعل ذلك وأبالغ فيه واستجزل حظي في القربة من أمير المؤمنين- أطال الله بقاءه في ذلك، ومن المهدي أكرمه الله».
وكان الشرقي شاعراًً صاحب سمر وأنساب وأيام العرب، قال الخطيب البغدادي: «وكان الشرقي عالما بالنسب، وافر الأدب»، وقال الحموي عنه: «كان علامة نسابة أخباريا إلا أنه كان ضعيفا في روايته».وقال ابن النديم:«الشرق بن القطامي ويكنى أبا المثنى الكلبي، واسمه الوليد بن الحصين: أحد النسابين الرواة للأخبار والأنساب والدواوين».وكان ينحل الشعر عن حسان بن ثابت وغيره، قال ابن أبي الحديد: «يقال إن الشرقي بن القطامي كان يصنع أشعارا و ينحلها غيره». وكان للشرقي عدة مؤلفاته منها: «أسماء العشاق الذين عشقوا في الجاهلية والإسلام».

## النسب
- الوليد - شرقي - بن الحصين - القطامي - بن جمال بن حبيب بن جابر بن مرابق، وهو مالك بن عمرو بن امرئ القيس بن النعمان بن عامر بن عبد ود بن عوف بن كنانة بن عفيف بن عذرة بن زيد اللات بن رفيدة بن ثور بن كلب بن وبرة بن تغلب بن حلوان بن عمران بن الحاف بن قضاعة.[19]